# Omobranchus fasciolatoceps
Espèce
Synonymes
- Blennius fasciolatoceps Richardson, 1846[1],[2]

Statut de conservation UICN

 LC  : Préoccupation mineure
Omobranchus fasciolatoceps est une espèce de Blenniidae à dents de peigne endémique du nord-ouest du Pacifique, entre la côte ouest du Japon et le sud de la Chine.

### Publication originale
John Richardson, « Report on the ichthyology of the seas of China and Japan », dans Report of the fifteenth meeting of the British Association for the Advancement of Science, vol. 15, 1846, 342 p. (présentation en ligne, lire en ligne), p. 187-320 (265-266)